# Levi Leipheimer
Levi Leipheimer (* 24. Oktober 1973 in Butte, Montana) ist ein ehemaliger US-amerikanischer Radrennfahrer.

## Sportliche Karriere
Leipheimer gewann im Jahr 1998 mit der Gesamtwertung und einer Etappe der Tour de Beauce seine ersten Wettbewerbe des internationalen Radsportkalenders. In den Jahren 2001 und 2001 fuhr er für US Postal Service um Lance Armstrong. Für diese Mannschaft belegte er bei seiner ersten Grand Tour, der Vuelta a España 2001 den dritten Gesamtrang; wie alle weiteren Platzierungen der der Folgejahre wurde ihm dieses Ergebnis später jedoch wegen Doping aberkannt. Von 2002 bis 2004 fuhr er bei dem niederländischen Radsportteam Rabobank und wurde Achter der Tour de France 2002 und Neunter der Tour de France 2004.
Leipheimer, der 2005 zum Team Gerolsteiner wechselte, wurde bereits 2006 verdächtigt, mit dem italienischen Sportmediziner Michele Ferrari zusammenzuarbeiten. Er fiel bei der Tour de France 2005 mit auffälligen Blutwerten auf, so dass der Weltverband UCI seinen Teamchef Holczer dazu drängen wollte, Leipheimer aus dem Rennen zu nehmen. Leipheimer wurde schließlich Sechster der Gesamtwertung, welches nach der Verurteilung Jan Ullrichs 2012 noch nachträglich auf Rang 5 revidiert wurde. Seinen bis dahin größten Karriereerfolg erzielte er mit dem Gesamtsieg der Critérium du Dauphiné ebenfalls 2006.
Zur Saison 2007 wechselte Leipheimer zum Discovery Channel Pro Cycling Team und wurde als Dritter der Tour de France 2007 klassiert; auch dieses Ergebnis wurde nachträglich gestrichen.
Zur Tour de France 2008 wurde Leipheimers Team Astana nicht eingeladen. Im Einzelzeitfahren der Olympischen Sommerspiele 2008 in Peking gewann er die Bronzemedaille. Er wurde Zweiter der Vuelta a España 2008 und Fünfter des Giro d’Italia 2009. Die Tour de France 2009 musste er aufgrund eines Handgelenkbruchs vorzeitig abbrechen.
Von 2010 bis 2011 fuhr Leipheimer für das Team RadioShack und gewann die Gesamtwertung der Tour de Suisse 2011, womit er seinen größten Karriereerfolg erzielte, der ihm nicht nachträglich aberkannt wurde. Anschließend wechselte er 2012 zu Omega Pharma-Quickstep. 
Am 10. Oktober 2012 wurde Leipheimer wegen Dopings von der USADA gesperrt. Er hatte im Rahmen des Dopingverfahrens gegen Lance Armstrong sowie zahlreiche andere Fahrer des US Postal Teams als Kronzeuge gestanden, an einem systematischen Doping teilgenommen zu haben. Er akzeptierte eine sechsmonatige Sperre vom 1. September 2012 bis zum 1. März 2013 und die Streichung seiner Ergebnisse vom 1. Juni 1999 bis 30. Juli 2006 und 7. Juli bis 29. Juli 2007. Sein Team Omega Pharma-Quickstep würdigte hierauf in einer Presseerklärung Leipheimers Zusammenarbeit mit der USADA, löste jedoch im Hinblick auf das Dopinggeständnis den Vertrag mit ihm auf.
Da er nach Ablauf seiner Dopingsperre kein neues Team mehr finden konnte, beendete er seine aktive Karriere als Radprofi.

## Privates
Levi Leipheimer ist verheiratet und ein engagierter Tierschützer. Gemeinsam mit seiner Frau Odessa Gunn, einer ehemaligen Profi-Radrennfahrerin, gründete er 2004 Freedom Hill, eine Organisation, die sich um herrenlose Tiere kümmert. Außerdem setzt sich Leipheimer auch für die Tierrechtsorganisation PETA ein.
In seiner aktiven Zeit lebte er abwechselnd in Santa Rosa (Kalifornien) und Girona, Spanien. Im Oktober 2017 brannte sein Haus in Santa Rosa während ausgedehnter Waldbrände in Kalifornien bis auf die Grundmauern nieder.

## Erfolge
1998

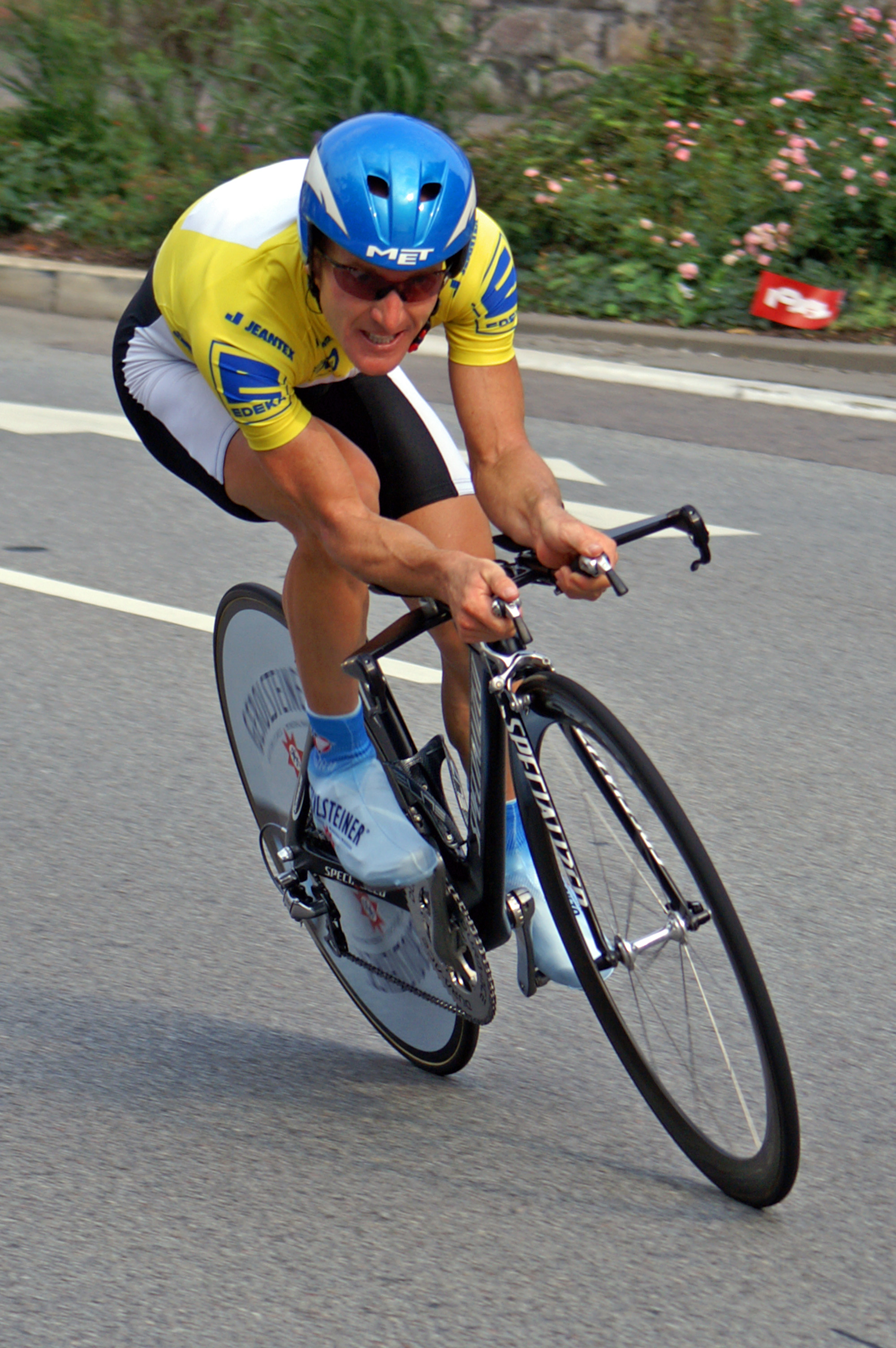
Im Einzelzeitfahren bei der Deutschland Tour 2005

- Gesamtwertung und eine Etappe Tour de Beauce

1999
- US-amerikanischer Meister – Einzelzeitfahren[11]
- Gesamtwertung und eine Etappe Tour de Beauce

2000
- eine Etappe Circuit Franco-Belge[11]

2001
- eine Etappe Sea-Otter-Classic[11]
- eine Etappe Redlands Bicycle Classics[11]

2002
- Gesamtwertung und eine Etappe Route du Sud[11]

2004
- eine Etappe Katalanische Woche[11]

2005
- Gesamtwertung, eine Etappe und Bergwertung Deutschland Tour[11]

2006
- Prolog Kalifornien-Rundfahrt
- Gesamtwertung Dauphiné Libéré[11]
- eine Etappe Deutschland Tour

2007
- Gesamtwertung, Prolog und eine Etappe Kalifornien-Rundfahrt
- zwei Etappen Tour de Georgia
- eine Etappe Tour de France[11]
- US-amerikanischer Meister – Straßenrennen
- eine Etappe Tour of Missouri

2008
- Gesamtwertung und eine Etappe Kalifornien-Rundfahrt
- Prolog Critérium du Dauphiné Libéré
- Einzelzeitfahren Olympische Sommerspiele -
- Clásica a los Puertos
- zwei Etappen Vuelta a España

2009
- Gesamtwertung und eine Etappe Kalifornien-Rundfahrt
- Gesamtwertung und eine Etappe Vuelta a Castilla y León
- Gesamtwertung und zwei Etappen Tour of the Gila
- Mannschaftszeitfahren Tour de France

2010
- Gesamtwertung und eine Etappe Tour of the Gila
- Gesamtwertung und eine Etappe Tour of Utah

2011
- eine Etappe Kalifornien-Rundfahrt
- Gesamtwertung Tour de Suisse
- Gesamtwertung Tour of Utah
- Gesamtwertung und zwei Etappen USA Pro Cycling Challenge

2012
- Gesamtwertung und eine Etappe Tour de San Luis
- eine Etappe Tour of Utah

## Grand Tours-Platzierungen
| Grand Tour            | 2001 | 2002 | 2003 | 2004 | 2005 | 2006 | 2007 | 2008 | 2009 | 2010 | 2011 | 2012 |
| --------------------- | ---- | ---- | ---- | ---- | ---- | ---- | ---- | ---- | ---- | ---- | ---- | ---- |
| Giro d’ItaliaGiro     | −    | −    | −    | −    | −    | −    | −    | 18   | 5    | −    | −    | −    |
| Tour de FranceTour    | −    | 8    | DNF  | 9    | 5    | 13   | 3    | −    | DNF  | 13   | 32   | 32   |
| Vuelta a EspañaVuelta | 3    | −    | 58   | −    | −    | −    | −    | 2    | −    | −    | −    | −    |